# 2025 في اليمن
الأحداث في عام 2025 في اليمن.

## شاغلي المناصب
حكومة عدن (المجلس القيادي الرئاسي)
| الصورة | المنصب                     | الاسم             |
| ------ | -------------------------- | ----------------- |
|        | رئيس مجلس القيادة الرئاسية | رشاد العليمي      |
|        | رئيس وزراء اليمن           | أحمد عوض بن مبارك |

حكومة صنعاء (المجلس السياسي الأعلى)
| الصورة | المنصب                     | الاسم            |
| ------ | -------------------------- | ---------------- |
|        | زعيم أنصار الله            | عبد الملك الحوثي |
|        | رئيس المجلس السياسي الأعلى | مهدي المشاط      |
|        | رئيس وزراء اليمن           | أحمد الرهاوي     |

## الأحداث
مستمرة: أزمة البحر الأحمر

### يناير
- 11 يناير - مقتل 15 شخصًا على الأقل في انفجار بمحطة وقود في مديرية الزاهر بمحافظة البيضاء.[1]
- 22 يناير – الحوثيون يعلنون إطلاق سراح 25 من أفراد طاقم سفينة الشحن جالكسي ليدر التي استولت عليها الجماعة في نوفمبر 2023.[2]
- 25 يناير – الحوثيون يطلقون سراح 153 أسير حرب.[3]

### فبراير
- 10 فبراير - اختطف قراصنة مشتبه بهم سفينة شراعية يمنية قبالة سواحل إيل بالصومال.[4] تم إنقاذ السفينة وطاقمها المكون من 12 فردًا في 13 فبراير بمساعدة قوة الاتحاد الأوروبي البحرية في أتالانتا.[5]
- 18 فبراير - اختطف قراصنة مشتبه بهم سفينة شراعية يمنية ثانية قبالة سواحل إيل في الصومال.[6] تم التخلي عن السفينة من قبل الخاطفين في 22 فبراير، وترك طاقمها دون أن يصاب بأذى.[7]

### مارس
- 6 مارس - غرق قاربان يحملان مهاجرين قبالة سواحل مديرية ذوباب بمحافظة تعز، مما أسفر عن فقدان 186 شخصًا.[8]
- 15 مارس - الولايات المتحدة تشن موجة من الغارات الجوية على أهداف للحوثيين في جميع أنحاء اليمن، مشيرة إلى هجمات الجماعة على الشحن. وتقول السلطات الحوثية إن 53 شخصًا على الأقل قتلوا في الغارات.[9]
- 16 مارس - تم اختطاف سفينة يمنية ثالثة على يد قراصنة مشتبه بهم قبالة سواحل إيل في الصومال.[10]

## الفن والترفيه
- قائمة الأفلام اليمنية المرشحة لجائزة الأوسكار لأفضل فيلم روائي عالمي

## العطلات
مصدر:
- 30 مارس – 1 أبريل – عيد الفطر
- 1 مايو – عيد العمال
- 22 مايو – يوم الوحدة
- 5-9 يونيو – عيد الأضحى
- 26 يونيو – رأس السنة الهجرية
- 4 سبتمبر – المولد النبوي الشريف
- 26 سبتمبر – يوم الثورة
- 14 أكتوبر – يوم التحرير
- 30 نوفمبر – يوم الاستقلال

## روابط خارجية
- التقويم عبر الإنترنت